# Сібади
Сібади́ (рос. Сибады, башк. Сибәҙе) — село у складі Янаульського району Башкортостану, Росія. Входить до складу Асавдибаська сільської ради.
Населення — 146 осіб (2010; 169 у 2002).
Національний склад:
- башкири — 98 %